# Nodulina
Nodulina es un género de foraminífero bentónico de la subfamilia Reophacinae, de la familia Hormosinidae, de la superfamilia Hormosinoidea, del suborden Hormosinina y del orden Lituolida. Su especie tipo es Reophax dentaliniformis. Su rango cronoestratigráfico abarca el Holoceno. 

## Discusión
Clasificaciones previas incluían Nodulina en la familia Hormosinidae y en el suborden Textulariina del orden Textulariida o en el orden Lituolida sin diferenciar el suborden Hormosinina.

## Clasificación
Nodulina incluye a las siguientes especies:
- Nodulina compressa
- Nodulina dentaliniformis, también aceptado como Reophax dentaliniformis
- Nodulina kerguelenensis, también aceptado como Reophax subdentaliniformis
- Nodulina subdentaliniformis, también aceptado como Reophax subdentaliniformis

Otras especies consideradas en Nodulina son:
- Nodulina gracilis, aceptado como Leptohalysis gracilis